# Ференц Хегедюш
Ференц Хегедюш (угор. Hegedűs Ferenc, нар. 14 вересня 1959) — угорський фехтувальник на шпагах, срібний призер Олімпійських ігор 1992 року.

## Виступи на Олімпіадах
| Олімпіада      | Дисципліна          | Місце |
| -------------- | ------------------- | ----- |
| Сеул 1988      | командна шпага      | 6     |
| Барселона 1992 | індивідуальна шпага | 42    |
| Барселона 1992 | командна шпага      | 2     |